# Hybotettix humeralis
Hybotettix humeralis är en insektsart som beskrevs av Hancock, J.L. 1900. Hybotettix humeralis ingår i släktet Hybotettix och familjen torngräshoppor. Inga underarter finns listade i Catalogue of Life.